# マフラの王家の建物‐宮殿、バシリカ、修道院、セルク庭園、狩猟公園（タパダ）
マフラの王家の建物‐宮殿、バシリカ、修道院、セルク庭園、狩猟公園（タパダ）（マフラのおうけのたてもの‐きゅうでん、バシリカ、しゅうどういん、セルクていえん、しゅりょうこうえん（タパダ））は、17世紀のポルトガル王国国王のジョアン5世が1711年に建設を開始した建造物群からなる、ポルトガルの世界遺産である。

## 概要
マフラはポルトガルの首都リスボンから北西に30kmの地点にある。印象的な四角形の建造物は国王と王妃の宮殿、ローマンバロック様式の王室礼拝堂、フランシスコ派修道院、36000冊の蔵書を誇る図書館を含んでおり、その中にはカリヨンや大聖堂の6つのオルガンなどの楽器もある。宮殿の中庭には幾何学模様の植栽がなされたセルク庭園が、後背部には広大な狩猟公園（タパダ）が広がっている。マフラの王家の建物はジョアン5世による偉業のひとつで、ポルトガル帝国の威光を示すものである。世界遺産としては、ポルトガルにローマン/イタリアンバロックの建築と美術を導入し、マフラを偉大なイタリアンバロックの例にしたことが評価された。

## 登録基準
この世界遺産は世界遺産登録基準のうち、以下の条件を満たし、登録された（以下の基準は世界遺産センター公表の登録基準からの翻訳、引用である）。
- (4) 人類の歴史上重要な時代を例証する建築様式、建築物群、技術の集積または景観の優れた例。